# Miciurine, Pervomaisk
Miciurine (în ucraineană Мічуріне) este un sat în comuna Pidhirea din raionul Pervomaisk, regiunea Mîkolaiiv, Ucraina.

## Demografie
Componența lingvistică a localității Miciurine
     Ucraineană (94,46%)
     Rusă (5,23%)
Conform recensământului din 2001, majoritatea populației localității Miciurine era vorbitoare de ucraineană (94,46%), existând în minoritate și vorbitori de rusă (5,23%).